# Єрмоліно (Ленінградська область)
Єрмоліно (рос. Ермолино) — присілок у Гатчинському районі Ленінградської області Російської Федерації.
Населення становить 2 особи. Належить до муніципального утворення Гатчинський муніципальний округ.

## Географія
Населений пункт розташований на південній околиці міста Санкт-Петербурга.

## Історія
Згідно із законом від 16 грудня 2004 року № 113—оз належить до муніципального утворення Єлизаветинське сільське поселення. 13 травня 2024 у зв'язку з ліквідацією Єлизаветенського сільського поселення увійшло до Гатчинського муніципального округа.

## Населення
| 1862 | 1997 | 2007 | 2010 | 2017 |
| ---- | ---- | ---- | ---- | ---- |
| 67   | ↘6   | ↘4   | ↗6   | ↘2   |